# Родольфо Гуччі
Мауріціо Д'Анкора, уроджений Родольфо Гуччі (16 липня 1912 — 15 травня 1983) — італійський актор і підприємець, який знімався у понад сорока фільмах між 1929 і 1946 роками. Він був членом Будинку Гуччі.

## Біографія
Родольфо Гуччі народився в 1912 році у Флоренції, Італія, в сім'ї Аїди Калвеллі та Гуччо Гуччі . Він був середньою дитиною, одним із п'яти синів та однієї дочки.
Його помітив режисер Альфред Лінд, який дав йому дебют у кіно в 1929 році. Того ж року він з'явився в «Rails» Маріо Камеріні , який започаткував його кар'єру. Під час зйомок фільму «Разом у темряві» він зустрів свою майбутню дружину. Він одружився в 1944 році у Венеції, Італія, з актрисою Сандрою Равель. Їх старший син народився в 1948 році, Мауріціо, названий на честь сценічного імені батька.

### Будинок Гуччі
Він був одним із п'яти синів Гуччіо Гуччі, засновника будинку моди Gucci . До січня 1953 року Д'Анкора покинув акторську майстерність і повернувся до сімейного бізнесу після смерті батька. У 1952 році Родольфо та його брати Альдо та Васко поїхали до Нью-Йорка. Вони відкрили перший магазин за межами Італії в Нью-Йорку, лише за два тижні до смерті батька.
У 1967 році він створив шарф Gucci Flora для Грейс Келлі.
Після смерті їхнього брата Васко Гуччі в 1974 році Родольфо та Альдо розділили бізнес між собою 50/50. Однак сини Альдо вважали, що їхній дядько не сприяв зростанню бізнесу. Намагаючись збільшити свої прибутки, Альдо створив парфумерну філію і володів 80 % її власності для себе та своїх трьох синів. Врешті-решт це суперництво переросло у сімейну війну.

### Смерть і спадщина
Д'Анкора помер у 1983 році в Мілані. Після смерті Родольфо, його син Мауріціо Гуччі успадкував мажоритарний пакет свого батька в компанії. У 1988 році Мауріціо Гуччі продав майже 47,8 % Gucci бахрейському інвестиційному фонду Investcorp (власник Tiffany & Co з 1984 р.), А інші 50 % утримав. Він розгорнув юридичну битву зі своїм дядьком Альдо. У 1989 році Мауріціо Гуччі був призначений головою групи «Гуччі». Мауріціо не мав досвіду у бізнесі; до 1993 р. він був у важкому економічному та творчому становищі. Того року Мауріціо Гуччі подав у відставку, і через 66 років, перебування у сімейному бізнесі, він продав свої залишки акцій Investcorp. У 1995 році, через півтора року після продажу Gucci, Мауріціо Гуччі був застрелений найнятим кілером. Його колишню дружину Патріцію Реджані засудили за організацію вбивства у 1998 році.

## Фільмографія
| Рік      | Заголовок                   | Роль                                | Примітки                                                                                                |
| -------- | --------------------------- | ----------------------------------- | --- |
| 1929 рік | Рейки                       | Джорджо                             | Спочатку зроблений як німий фільм.                                                                      |
| 1929 рік | Дівчата не жартують         |                                     | [ 9 ]                                                                                                   |
| 1931 рік | Фігаро та його великий день | Asdrubale Chiodini                  | [ 10 ]                                                                                                  |
| 1932 рік | Венера                      | Il giovane Italo-Americano          | [ 11 ]                                                                                                  |
| 1932 рік | Стара леді                  | Фаусто                              | |
| 1932 рік | П'ять до нуля               |                                     | |
| 1933 рік | Разом у темряві             |                                     | |
| 1933 рік | Туристичний поїзд           |                                     | |
| 1934 рік | Канал Ангелів               |                                     | |
| 1935 рік | Ті дві                      |                                     | |
| 1935 рік | Золота стріла               |                                     | |
| 1935 рік | Територіальна міліція       |                                     | |
| 1935 рік | Ginevra degli Almieri       |                                     | |
| 1936 рік | Посол                       |                                     | |
| 1938 рік | Нонна Фелісіта              |                                     | |
| 1938 рік | Предок                      |                                     | |
| 1939 рік | Нічия земля                 |                                     | |
| 1939 рік | Серцебиття                  | Ів                                  | |
| 1939 рік | Документ                    | L'ingegnere Pezzini detto 'Pallino' | |
| 1939 рік | Ніч фокусів                 | Філіппо                             | [ 12 ]                                                                                                  |
| 1940 рік | Дон Паскуале                | Ернесто                             | Фільм вільно заснований на лібрето Джованні Руффіні для опери буфа " Дон Паскуале " Гаетано Доніцетті . |
| 1940 рік | Сто тисяч доларів           | Паоло                               | |
| 1943 рік | Пригоди Аннабелли           | Роберто                             | [ 13 ]                                                                                                  |
| 1943 рік | Тітка Чарлі                 | Гвідобальдо                         | |
| 1943 рік | Спеціальні кореспонденти    | Галлетті                            | |